# فالنتينا كروز
فالنتينا كروز (بالإسبانية: Valentina Cruz)‏ (مواليد 21 أكتوبر 1940 في كونثبثيون (تشيلي) هي فنّانة نحّاتة من تشيلي، أبدعت في الفنون البصرية امتازت أعمالها بميزات متناقضة وكانت رائدة في مجال استخدام بعض المواد، صُنّفت مع الطلائعيين التشيليين، على الرغم من أنها ترتبط أيضاً بالسريالية.
كانت طالبة عند نيميسيو أنتونيز وكارمين سيلفا وغارسيا باريوس وباول هاريس، حيث تعلمت منهم الرسم والنحت. إضافة لذلك درست في أرتيو في الجامعة البابوية الكاثوليكية في تشيلي ثم التحقت بمدرسة «طلاب الفن» في نيويورك.
عام 2003، استلمت جائزة ألتازور للفنون الوطنية في مجال النحت والرسم والتصميم الغرافيكي عن عملها «الرجل الذئب» كما فازت بنفس الجائزة عام 2010 عن فئة النحت والرسم عن عملها «بين الخطوط والظلال».
شاركت في العديد من المعارض الفردية والجماعية خلال مسيرتها، منها «معرض النحت في أربييرا» في متحف الفن المعاصر في سانتياغو عام 1964، ومعرض عينات رسومية ومعرض فن الشباب والصالون الأول لرسم والغرافيك ومعرض المرأة في الفن وفي القسم الغرافيكي من المتحف الوطني للفنون الجميلة في تشيلي (أعوام 1969، 1972، 1973، 1975، 1991 على التوالي) وعام 1974 في معرض بينيال الرابع للرسم في رييكا ومعرض بينيال الدولي الثاني لفنون فالباريسو عام 1975 ومسابقة الرسم الدولية في متحف خوان ميرو في برشلونة عام 1982، إضافة إلى معارض أخرى في تشيلي وأمريكا اللاتينية وأوروبا.